# Zoričići
Zoričići is een plaats in de gemeente Višnjan in de Kroatische provincie Istrië. De plaats telt 30 inwoners (2001).